# Dariusz Klimek
Dariusz Władysław Klimek (ur. 8 grudnia 1959 w Łodzi) – polski ekonomista, wykładowca, menedżer, wiceminister gospodarki (1998–1999). 

## Życiorys
Syn Władysława. Ukończył studia na Uniwersytecie Łódzkim, kierunek: organizacja i zarządzanie. Tamże w 2015 obronił rozprawę doktorską z ekonomii napisaną pod kierunkiem Bogusławy Urbaniak pod tytułem „Funkcja ekonomiczna migracji zarobkowej z Ukrainy do Polski z perspektywy polskich przedsiębiorców”.  
Wykłada w Instytucie Zarządzania Wydziału Organizacji i Zarządzania Politechniki Łódzkiej. Autor ponad 40 publikacji dotyczących ekonomii, zarządzania, polityki przemysłowej, migracji zarobkowych, rynku pracy i spółek komunalnych. Do 2006 sprawował funkcje kierownicze w gospodarce, m.in.: dyrektor Zakładów Przemysłu Lniarskiego Żyrardów, prezes Zarządu Bumar Waryński Grupa Holdingowa S.A., prezes Zarządu Zakładów Sprzętu Precyzyjnego Niewiadów S.A., W 1984 rozpoczął prowadzenie działalności konsultingowej i doradczej. Potem członek zarządu i prezes jednej z pierwszych polskich firm konsultingowych – Spółdzielczego Przedsiębiorstwa Doradztwa Ortep, a następnie Spółki konsultingowej Final Invest Sp. z o.o. w Łodzi. Ponad 200 prac doradczych: analizy prywatyzacyjne, prospekty emisyjne, strategie i audyty działalności, wyceny majątku, studia wykonalności projektów.  
W wyborach parlamentarnych w 1997 bez powodzenia ubiegał się o mandat poselski z listy Akcji Wyborczej Solidarność w województwie łódzkim (otrzymał 3949 głosów). W latach 1998–1999 podsekretarz stanu w Ministerstwie Gospodarki odpowiedzialny za politykę przemysłową i handlową. Inicjator i współautor ustaw m.in. o restrukturyzacji przemysłowego potencjału obronnego oraz o tzw. transakcjach offsetowych. Szef podzespołu negocjującego akcesję Polski do Unii Europejskiej. Członek Polskiego Komitetu Normalizacyjnego.  
W 2015 otrzymał nagrodę Komitetu Nauk o Pracy Polskiej Akademii Nauk oraz Zakład Ubezpieczeń Społecznych za najlepszą publikację.  

## Publikacje książkowe
- Procesy restrukturyzacyjne w sektorze ochrony zdrowia i ich wpływ na zmiany na rynku pracy województwa podlaskiego, Białystok : Wydawnictwo Wojewódzkiego Urzędu Pracy, 2009, ISBN 978-83-926324-4-3. [współautor]
- Funkcja ekonomiczna migracji zarobkowej z Ukrainy do Polski, Łódź : Wydawnictwo Politechniki Łódzkiej, 2015, ISBN 978-83-7283-694-6.
- Spółka komunalna : aspekty prawne, ekonomiczne i społeczne, Warszawa : Adam Marszałek, 2015, ISBN 978-83-8019-062-7. [współautor]